# Ličje
Ličje (izvirno srbsko Личје) je naselje v Srbiji, ki upravno spada pod Občino Gadžin Han; slednja pa je del Niškega upravnega okraja.

## Demografija
V naselju živi 383 polnoletnih prebivalcev, pri čemer je njihova povprečna starost 58,6 let (56,3 pri moških in 60,9 pri ženskah). Naselje ima 203 gospodinjstev, pri čemer je povprečno število članov na gospodinjstvo 2,04.
To naselje je, glede na rezultate popisa iz leta 2002, večinoma srbsko, a v času zadnjih treh popisov je opazno zmanjšanje števila prebivalcev.
|  |

| Demografija | Demografija     | Demografija     |
| Leto        | Št. prebivalcev | Št. prebivalcev |
| ----------- | --------------- | --------------- |
|             |                 |                 |
|             |                 |                 |
|             |                 |                 |
|             |                 |                 |
| 1948        | 1540            |                 |
| 1953        | 1519            |                 |
| 1961        | 1488            |                 |
| 1971        | 1264            |                 |
| 1981        | 982             |                 |
| 1991        | 643             | 618             |
| 2002        | 429             | 414             |
|             |                 |                 |

| Etnična sestava po popisu iz leta 2002 | Etnična sestava po popisu iz leta 2002 | Etnična sestava po popisu iz leta 2002 | Etnična sestava po popisu iz leta 2002 | Etnična sestava po popisu iz leta 2002 |
| -------------------------------------- | -------------------------------------- | -------------------------------------- | -------------------------------------- | -------------------------------------- |
| Srbi                                   | Srbi                                   |                                        | 407                                    | 98,30%                                 |
| Hrvati                                 | Hrvati                                 |                                        | 1                                      | 0,24%                                  |
| Madžari                                | Madžari                                |                                        | 1                                      | 0,24%                                  |
| Neznano                                | Neznano                                |                                        | 5                                      | 1,20%                                  |